# Museo Storico Alfa Romeo
El Museo Storico Alfa Romeo es un museo sobre la historia de la marca Alfa Romeo inaugurado el 18 de diciembre de 1976. Se encuentra en el complejo de la extinta fábrica de Alfa Romeo Arese, en la ciudad de Arese, Lombardia, Italia. Forma junto al Archivio Storico Alfa Romeo el principal centro para la conservación del legado de la marca.

## Descripción
El museo está dedicado a la producción de Alfa Romeo, que fabricó a lo largo de su historia diversos productos tales como automóviles, vehículos comerciales, locomotoras, tractores, autobuses, tranvías y motores de embarcaciones y aeronaves.

### Ubicación
Ocupa uno de los edifício del complejo destinado anteriormente a la dirección de la extinta fábrica de Alfa Romeo Arese, siendo junto al edificio técnico la única zona de la fábrica a la que sigue dando uso el fabricante tras los ceses de producción de automóviles en 2003, de motores en 2005 y el traslado del Centro Stile Alfa Romeo a la fábrica de Fiat Mirafiori en 2009. Ese mismo año, el museo fue cerrado por obras y profundamente remodelado para la celebración del aniversario de los 100 años de la marca en 2010.  
Abarca 4.800 metros cuadrados. Sus seis plantas se dividen en cuatro áreas temáticas, incluyendo una galería de los primeros coches de Alfa Romeo producidos entre 1910 y diferentes prototipos.

### Fondos
En el museo hay más de 100 originales Alfa Romeo, la mayoría de los cuales son completamente funcionales. Los coches también son mostradas al público en relación con acontecimientos deportivos en los que han participado, como el Concours d'Elegance de Pebble Beach, el Goodwood Festival of Speed y la Mille Miglia. La colección completa tiene un valor estimado de entre 50 y 60 millones de euros, destacando algunas piezas como el Alfa Romeo 159 Alfetta con el que Fangio ganó el mundial de 1951.
Forma junto al Archivio Storico Alfa Romeo los principales centro para la conservación del legado de la marca.

## Scuderia del Portello
La Scuderia del Portello es un equipo de carreras que participa en competiciones de automóviles de época. El equipo fue fundado en 1982 por empleados de Alfa Romeo. Desde 1989 el equipo utiliza los modelos históricos de Alfa Romeo que son custodiados por el museo. El equipo participa en diferentes exposiciones y carreras como el Festival de la velocidad de Goodwood o la Carrera Panamericana.

## Galería

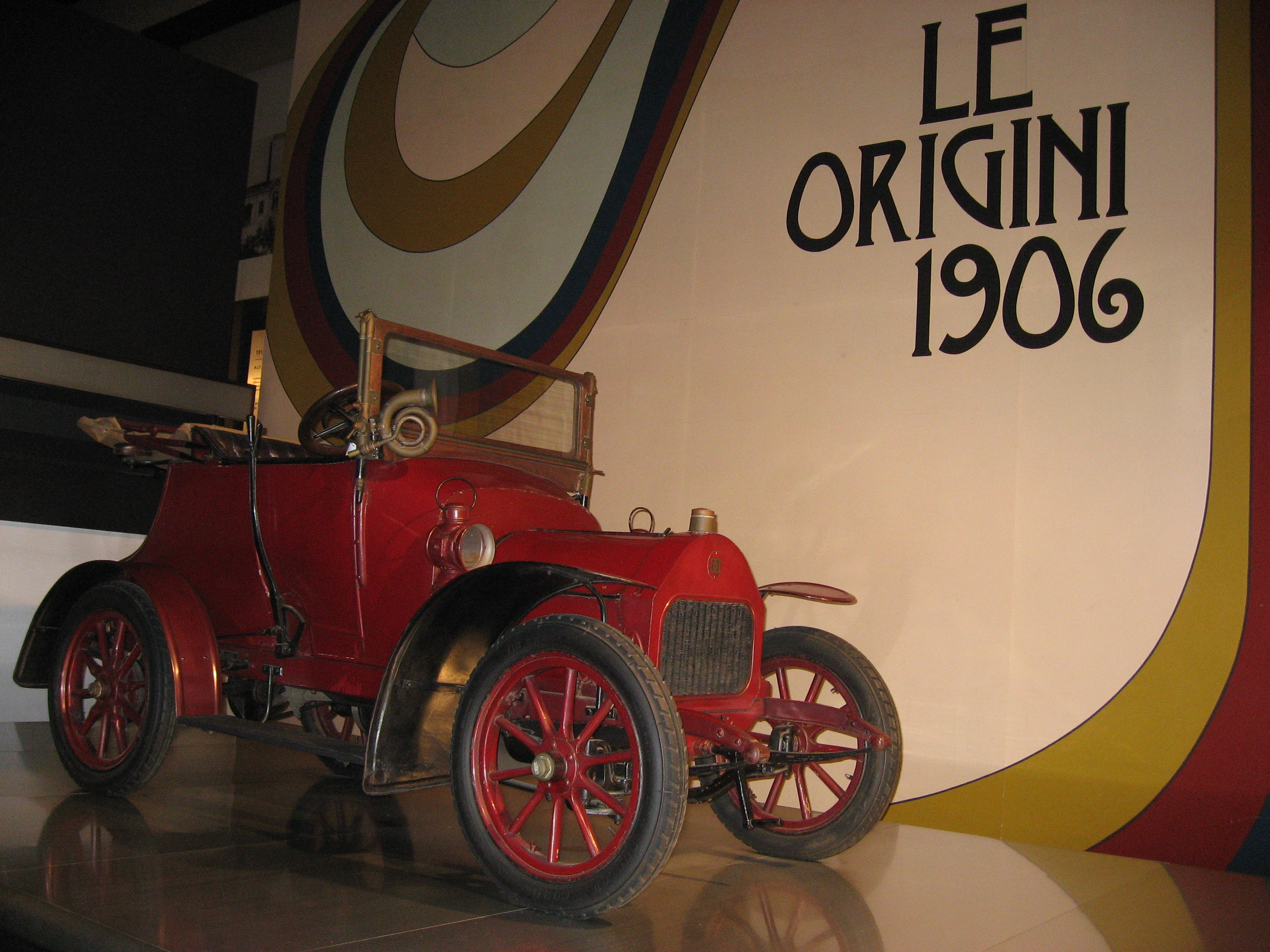
Darracq (1908)
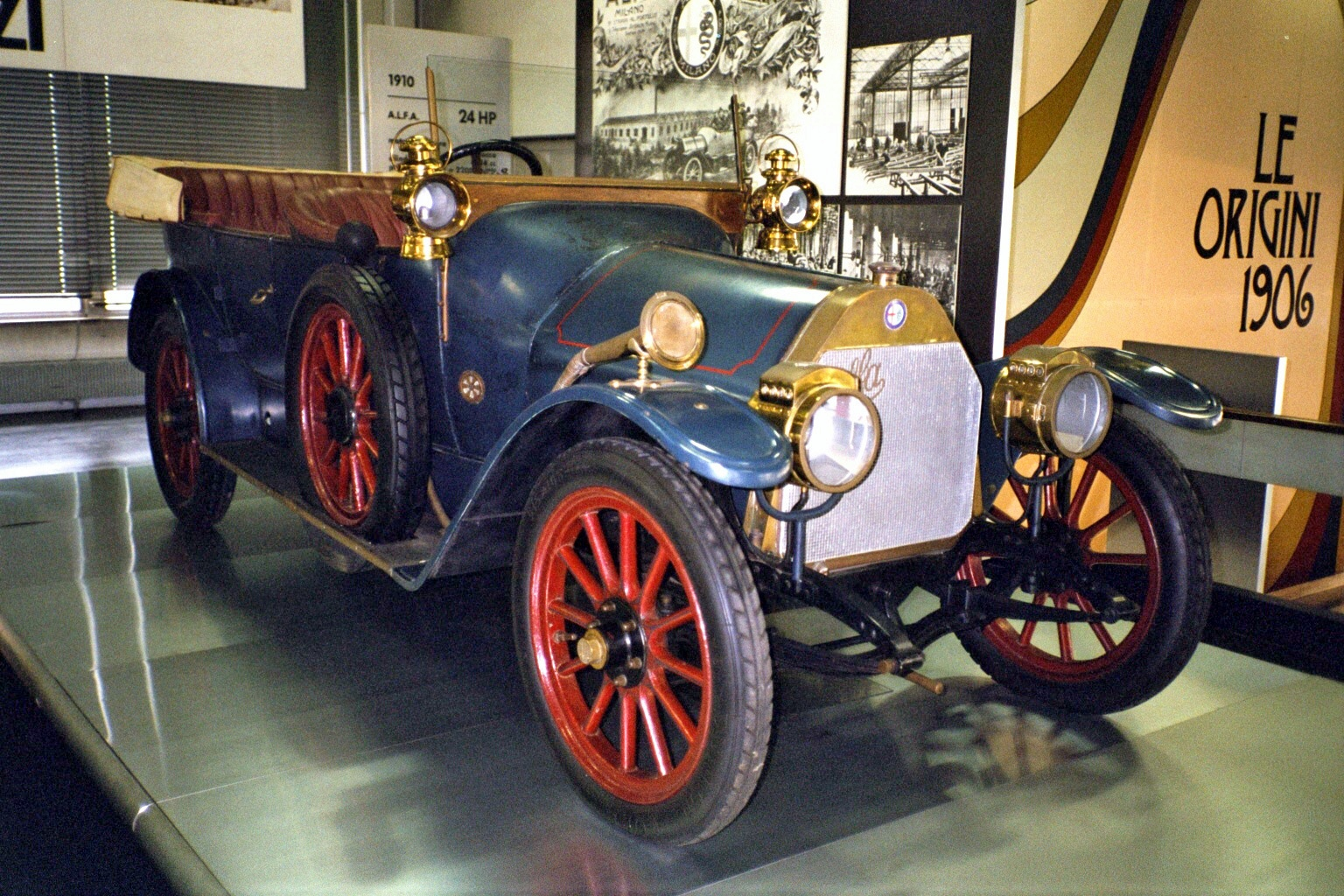
24 HP (1910)
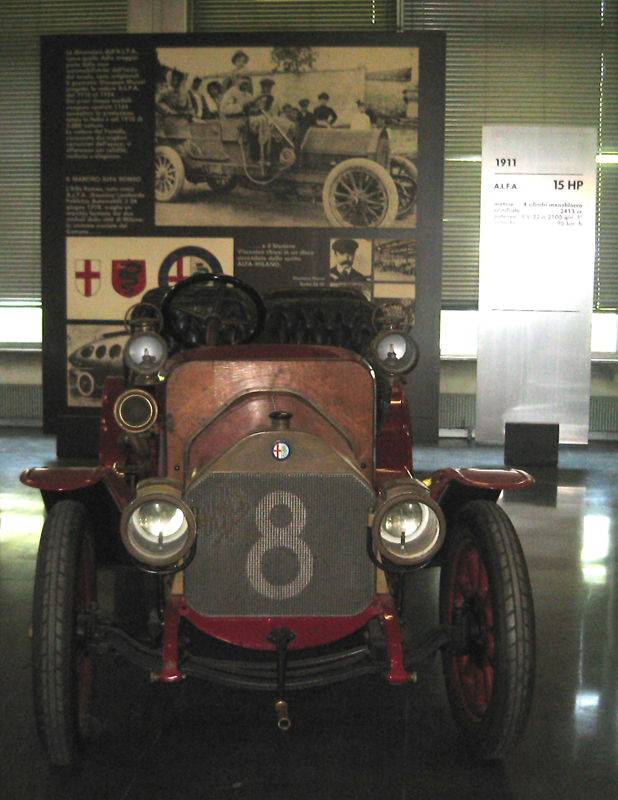
15 HP (1911)
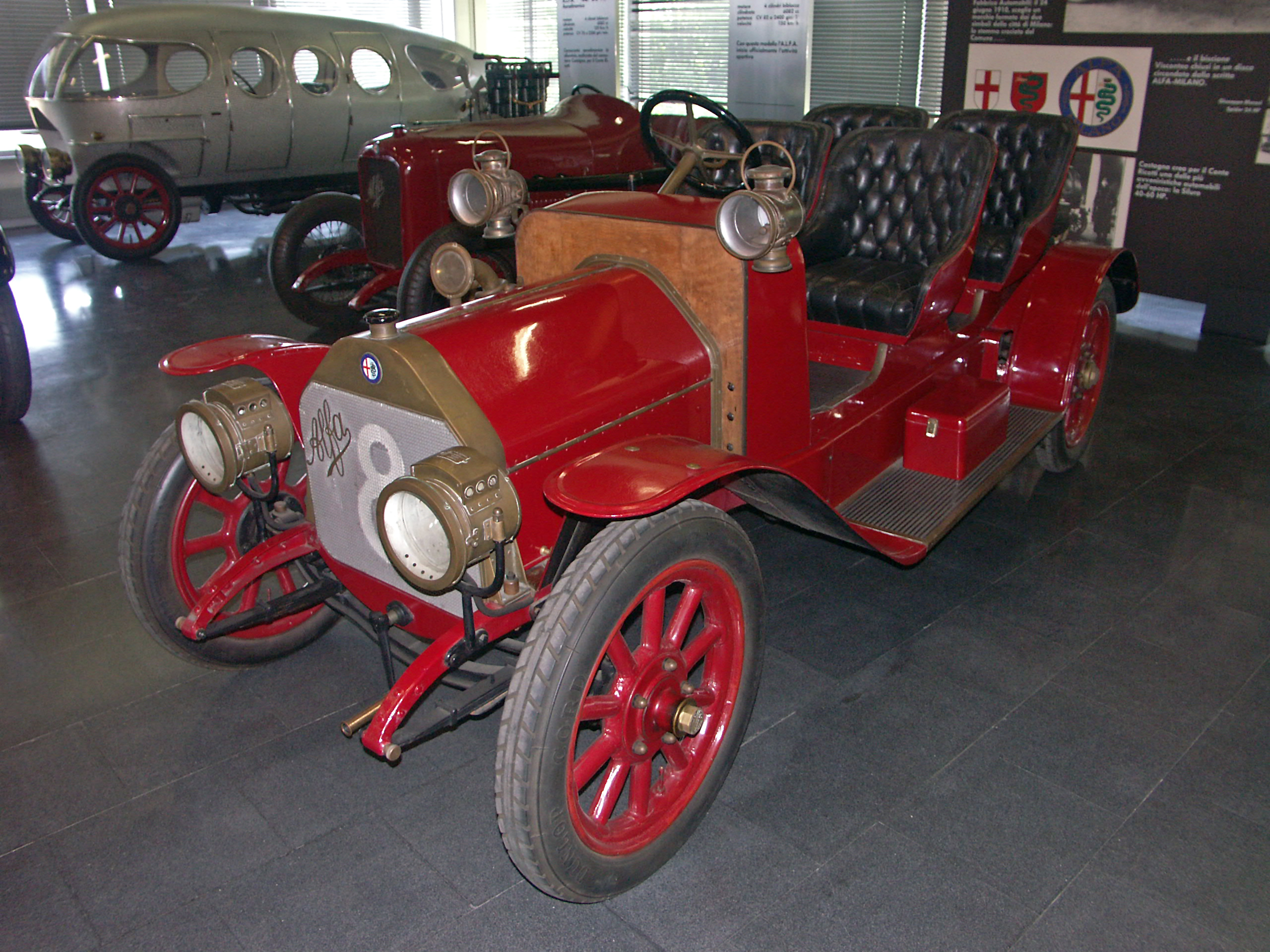
15 HP (1911)
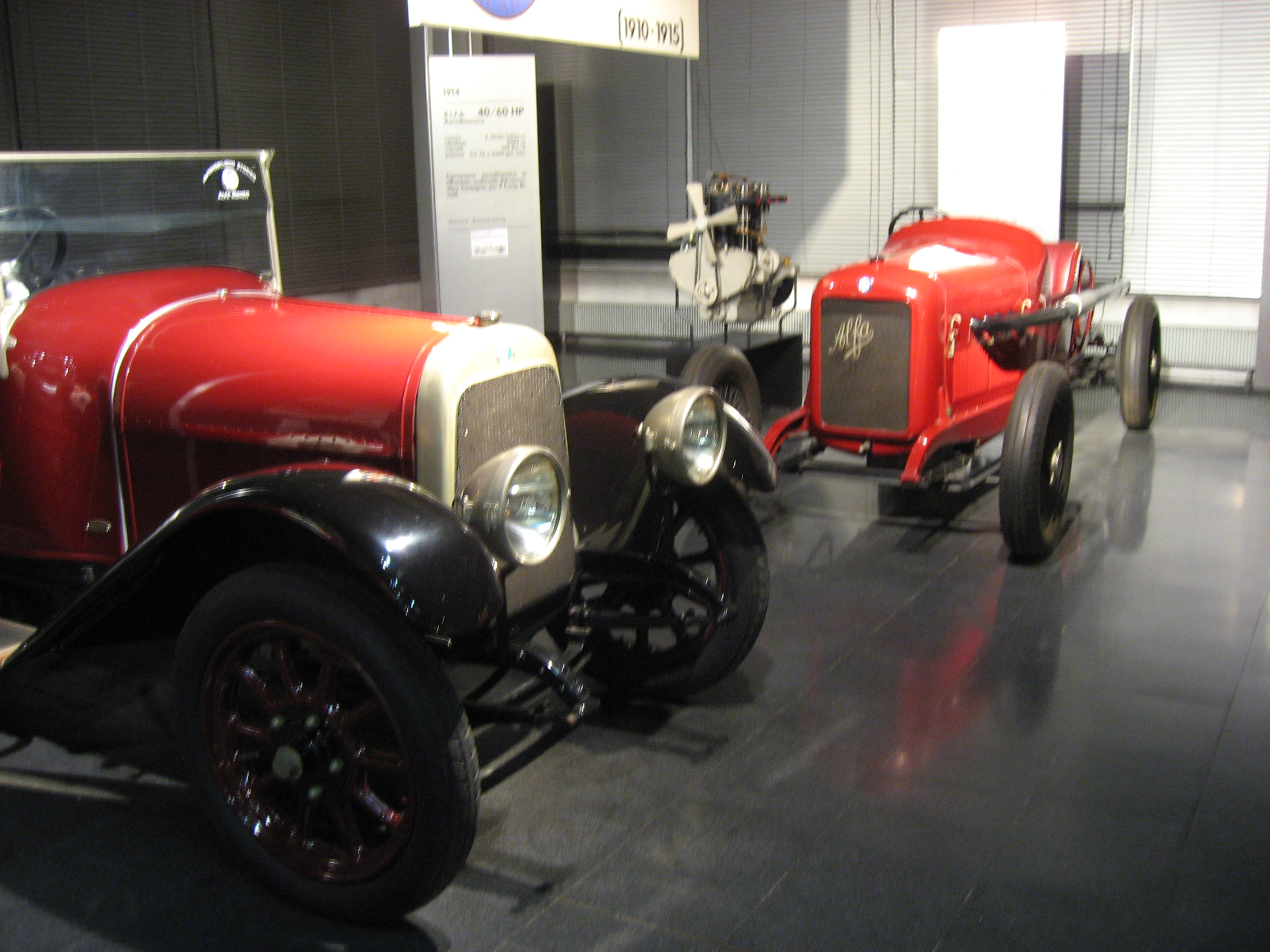
Dos Alfa Romeo de principios de siglo
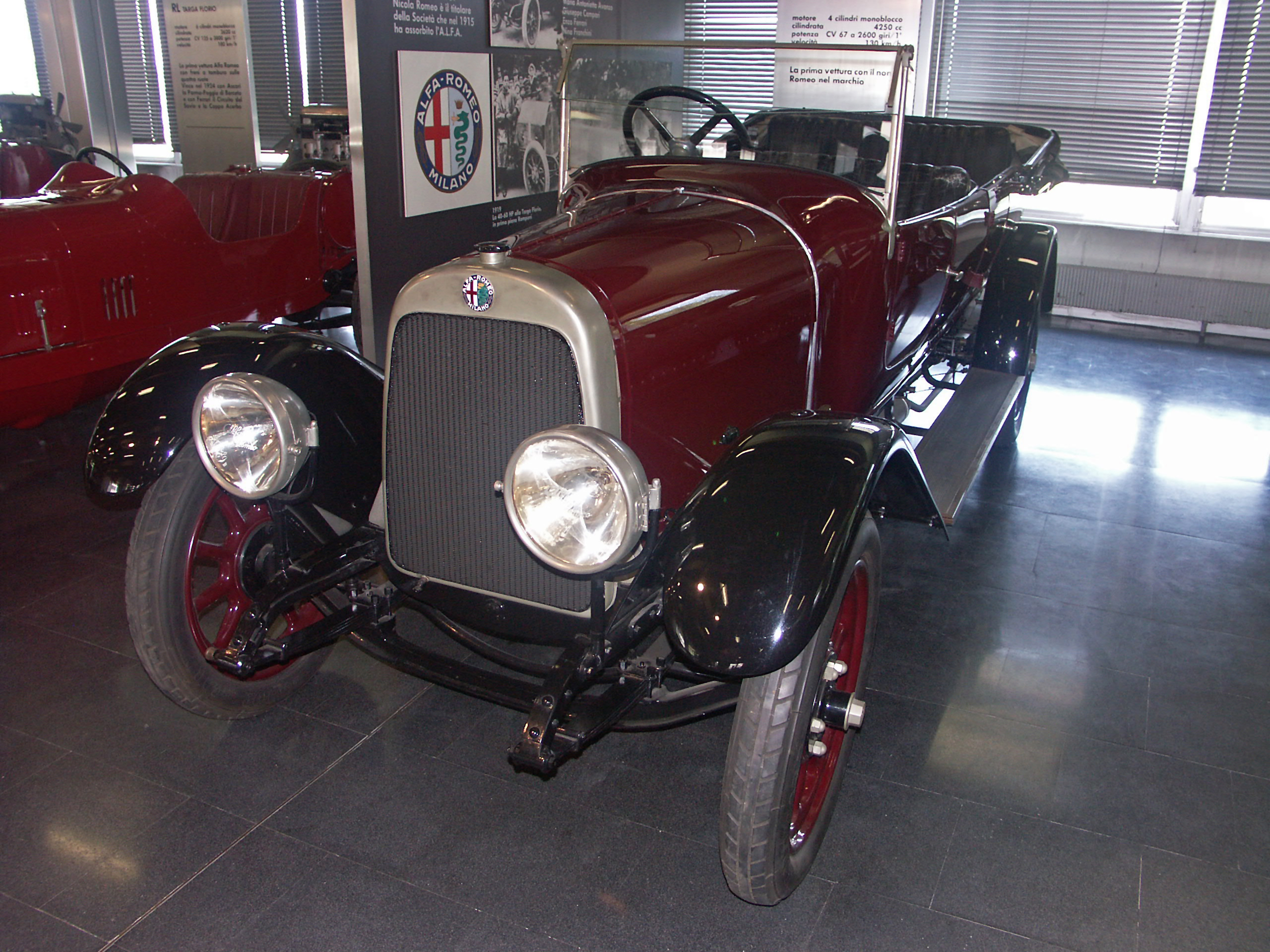
20-30 ES (1920)
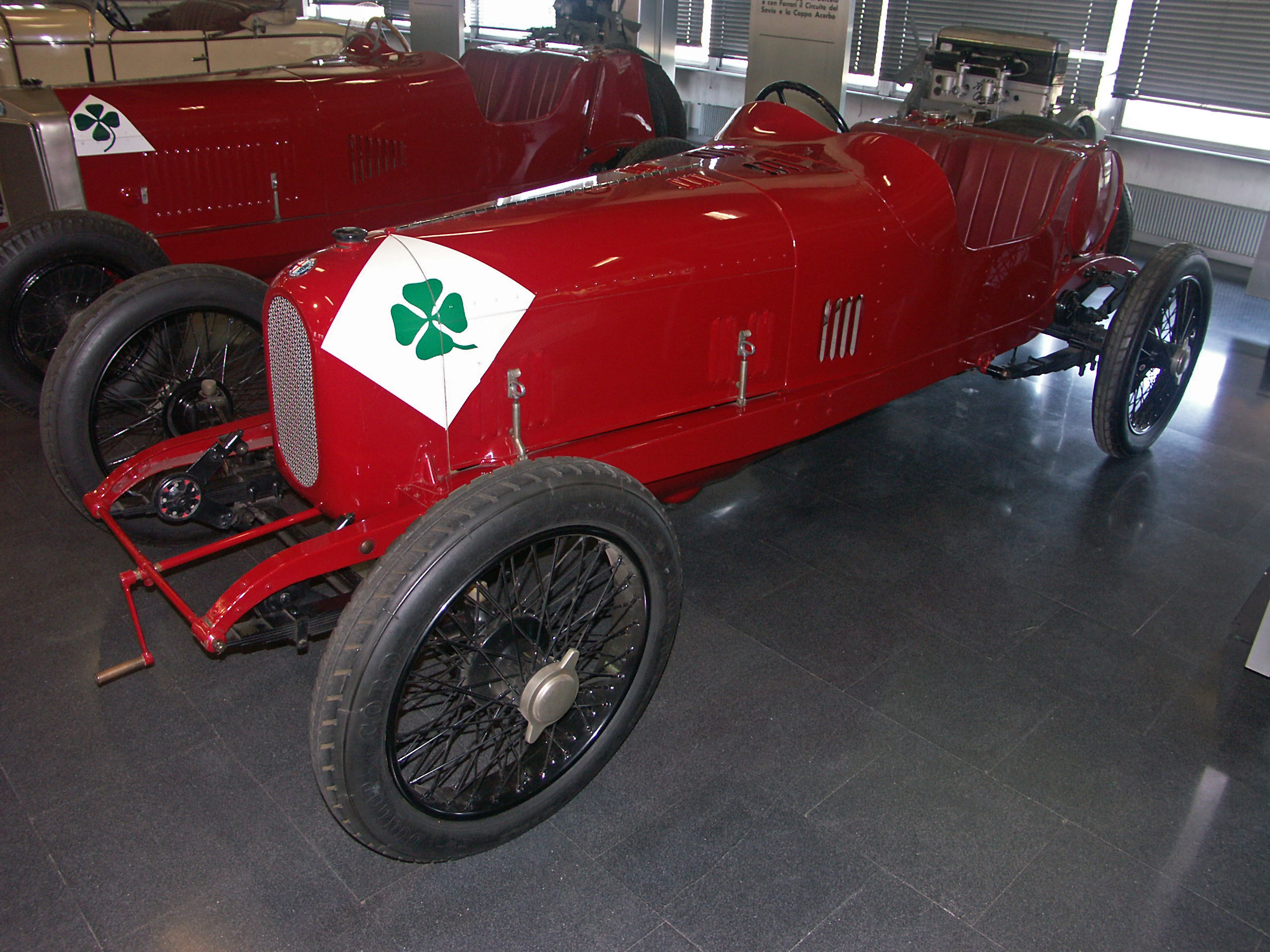
RL Targa Florio (1923)
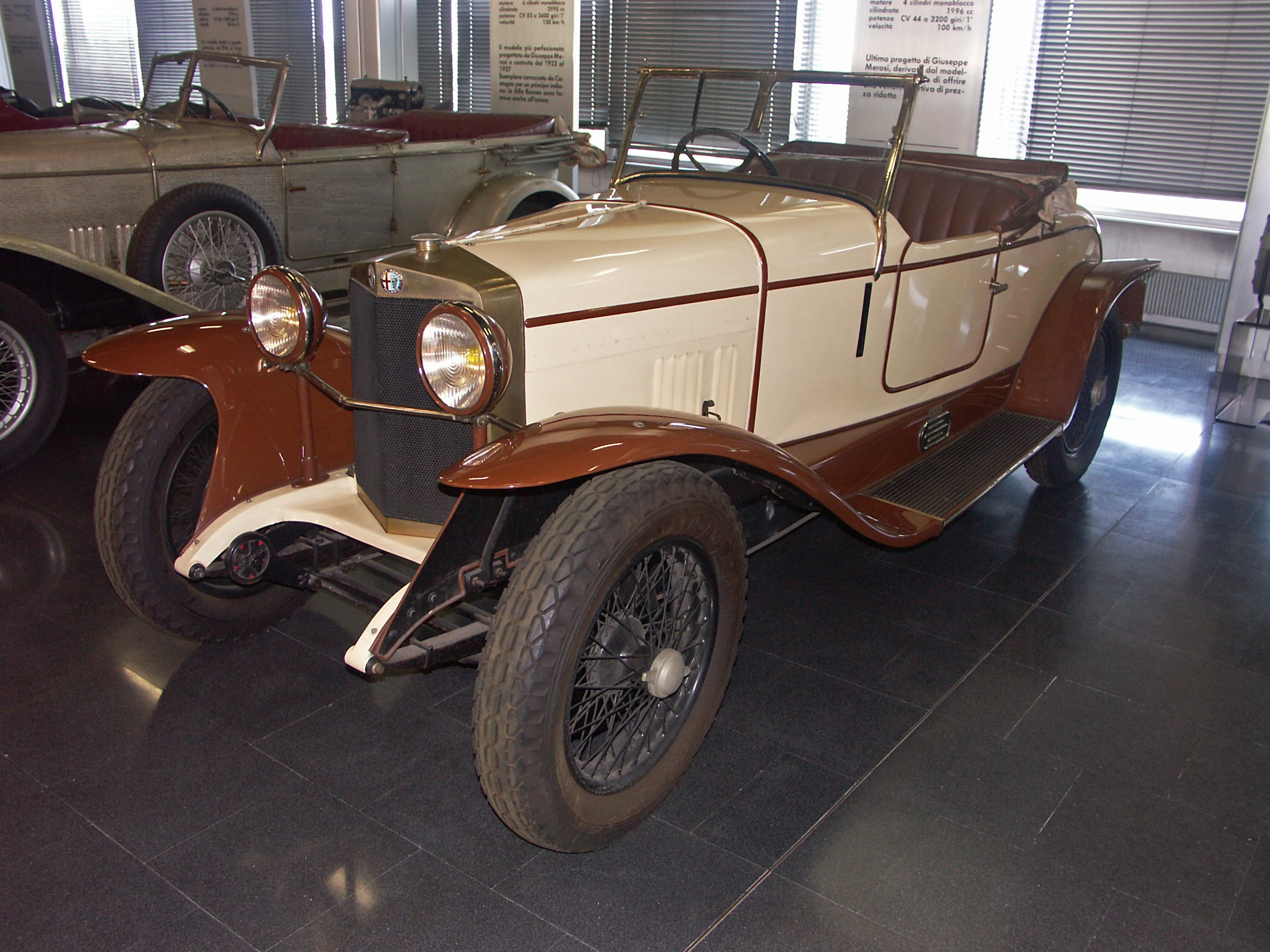
RM Sport Castagna (1924)
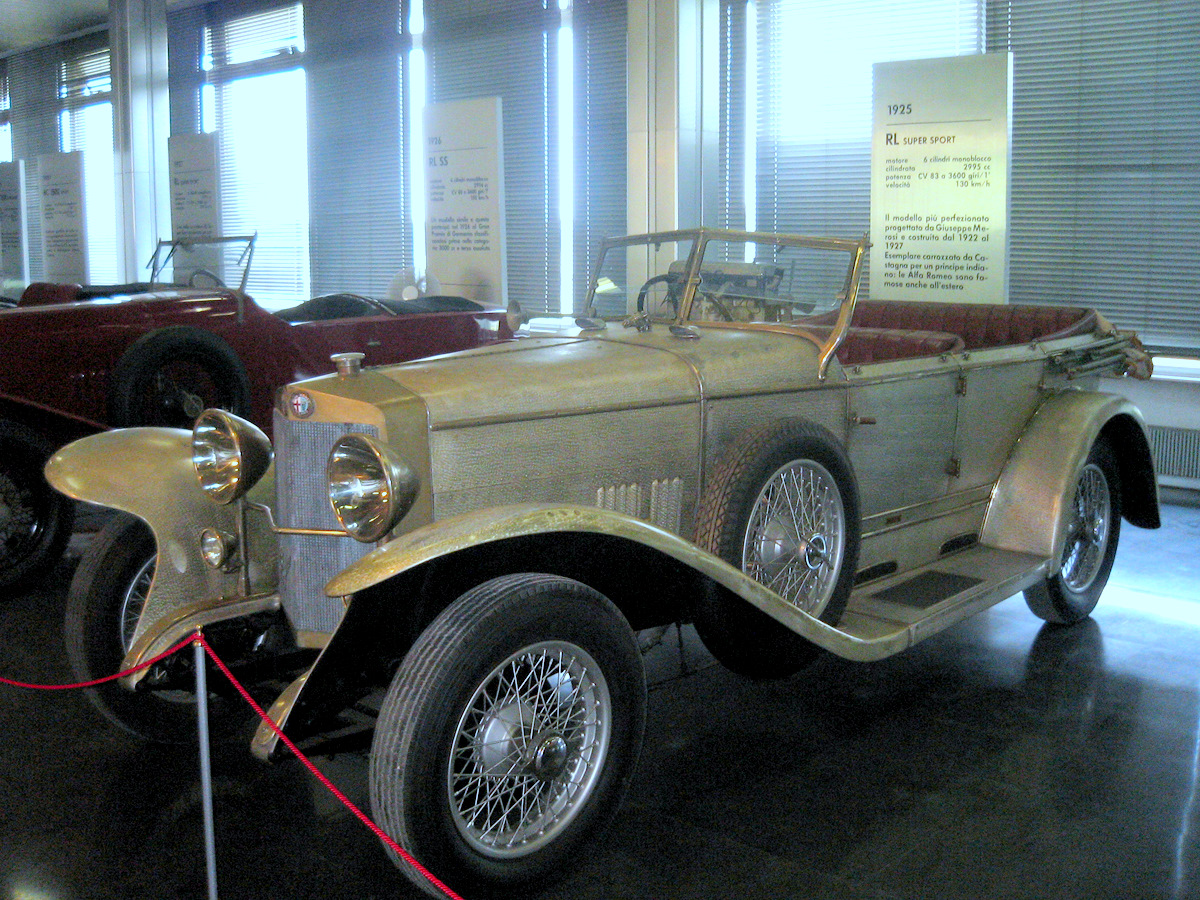
RL SS (1925)
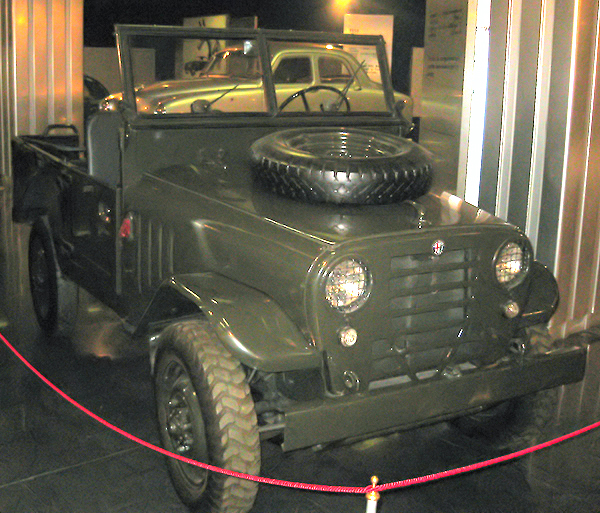
Matta (1951)
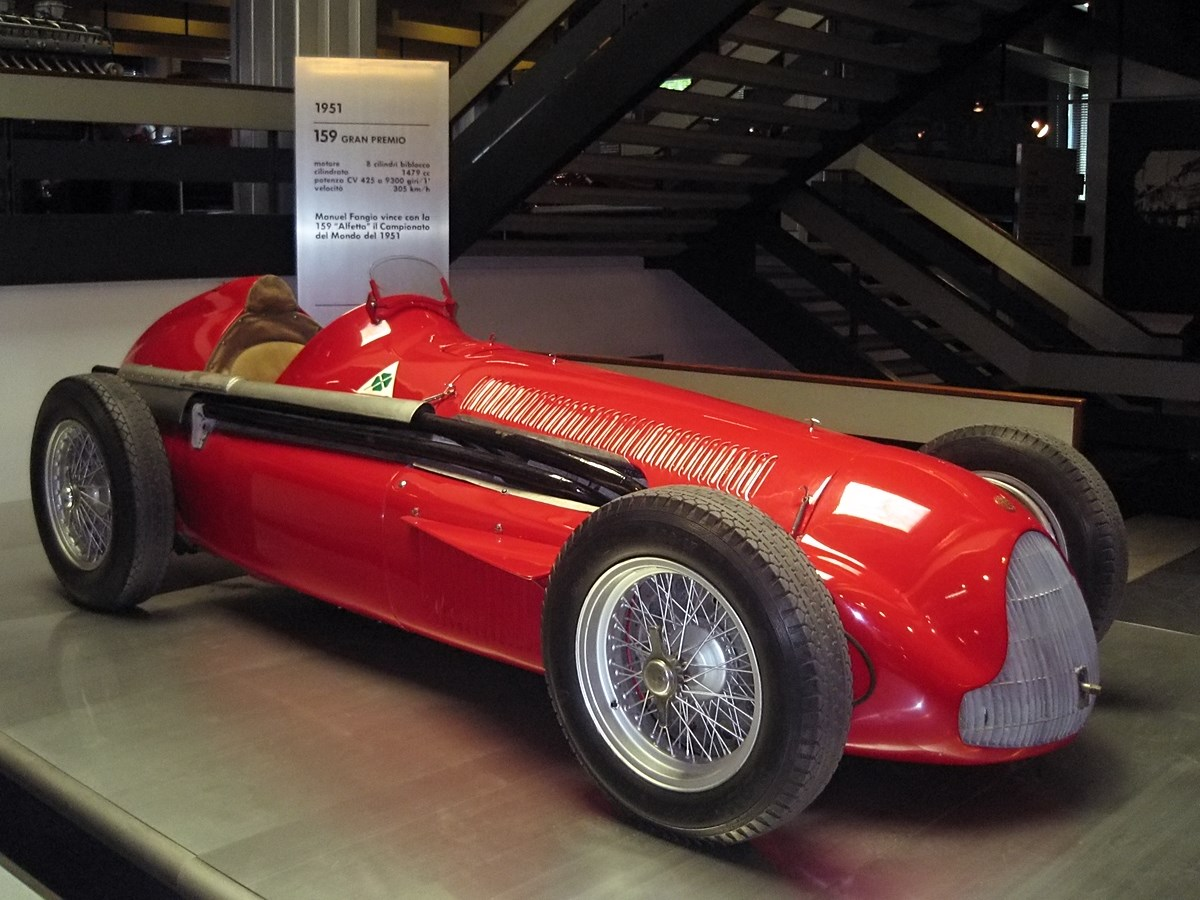
159 (1951)
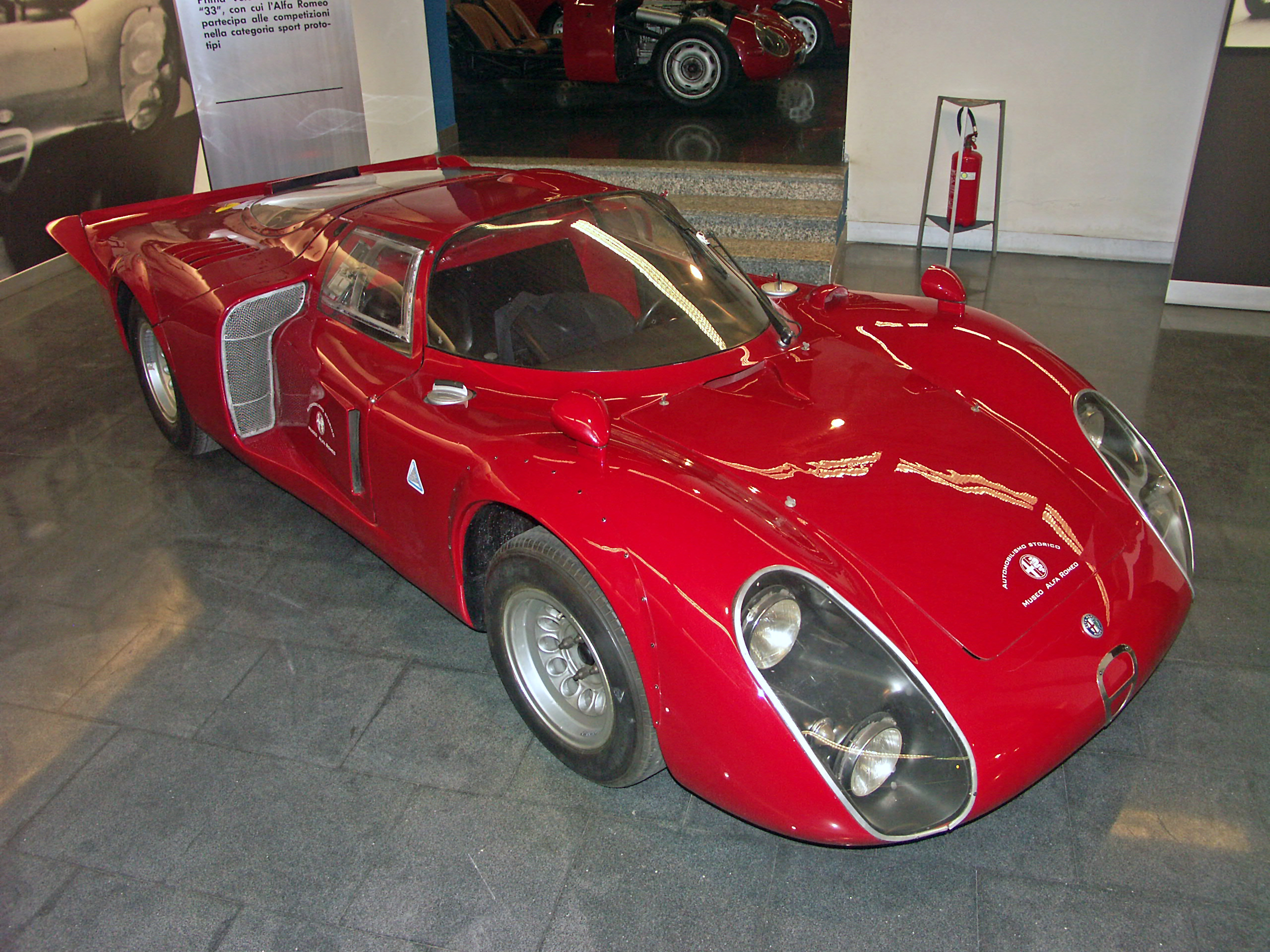
Tipo 33-2 Daytona-Coupe (1968)
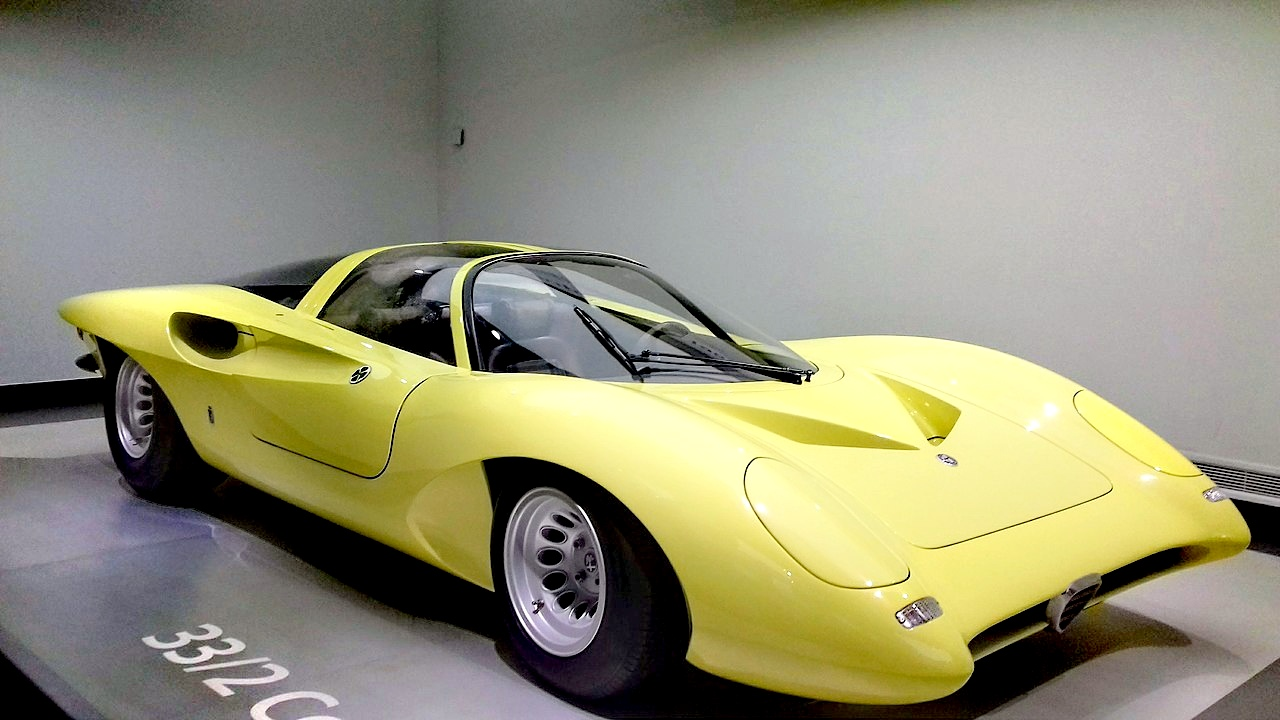
33.2 (1969)
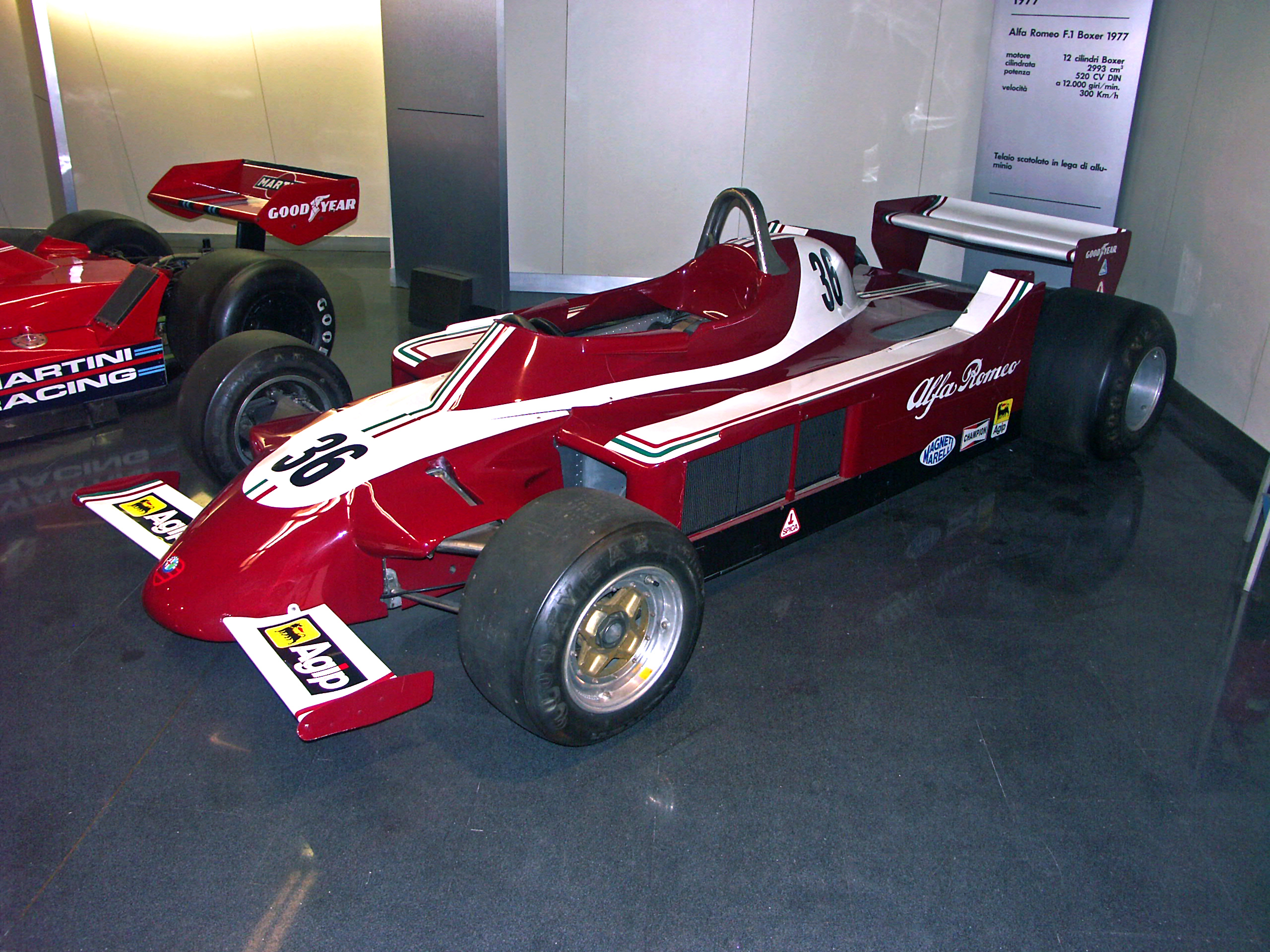
177 (1977)